# Station Hamburg-Bahrenfeld
Station Hamburg-Bahrenfeld (Bahnhof Hamburg-Bahrenfeld, kort Bahnhof Bahrenfeld) is een spoorwegstation in het stadsdeel Bahrenfeld van de Duitse plaats Hamburg, in de gelijknamige stadstaat. Het station is onderdeel van de S-Bahn van Hamburg en alleen treinen van de S-Bahn kunnen hier stoppen. Het station ligt aan de spoorlijn Hamburg-Altona - Wedel en is geopend op 19 mei 1867. Het station twee perronsporen aan één eilandperron.

## Treinverbindingen
De volgende S-Bahnlijn doet station Bahrenfeld aan:
| Serie | Treinsoort        | Route | Bijzonderheden |
| ----- | ----------------- | --- | -------------- |
|       | S-Bahn (DB Regio) | Hamburg Airport – /Poppenbüttel – Ohlsdorf – Barmbek – Berliner Tor – Hauptbahnhof – Altona – Bahrenfeld – Blankenese – Wedel |                |